# Octopus's Garden
Pistes de Abbey Road
Oh! Darling I Want You (She's So Heavy)
Octopus's Garden est une chanson des Beatles, écrite par Ringo Starr, avec une participation minime des trois autres Beatles. Elle apparaît sur l'album Abbey Road sorti en 1969.

## Genèse
L'idée de la chanson est venue à Ringo Starr lors de vacances en Sardaigne à l'été 1968 pendant une croisière avec sa famille sur le yacht que lui a prêté l'acteur Peter Sellers. Il avait, le 22 août 1968, claqué brutalement la porte des Studios EMI d'Abbey Road, lassé par l'ambiance détestable qui régnait durant l'enregistrement de l'« Album blanc ».
Un jour, relaxant sur le pont du navire, le capitaine lui parle du comportement des pieuvres (« octopus » en anglais). Ringo explique : « Il m'a raconté qu'ils parcouraient le fond des mers et ramassaient des pierres et des objets brillants pour se construire des jardins. J'ai trouvé cela fabuleux, d'autant plus qu'à l'époque, j'avais bien envie d'aller me reposer au fond de l'eau, moi aussi. J'étais parti en vacances parce que j'avais envie de m'éloigner un peu ». Le batteur des Beatles décide d'écrire une chanson basée sur cette histoire.
Après avoir reçu un télégramme du groupe lui disant « Tu es le meilleur batteur de rock’n’roll du monde. Reviens à la maison, on t’aime. », Ringo Starr réintègre le studio deux semaines après sa défection, sa batterie couverte de fleurs. Il présente enfin sa chanson au groupe le 26 janvier 1969 durant les séances dites Get Back. En 1970, dans le film Let It Be, on peut voir le batteur au piano, avec George Harrison à la guitare acoustique, tenter d'étoffer sa composition. Un extrait plus long de cette même scène est retenu par Peter Jackson pour sa télésérie documentaire The Beatles: Get Back de 2021.
La chanson est souvent perçue comme une chanson pour enfants, comme Yellow Submarine, The Continuing Story of Bungalow Bill ou All Together Now. Mais en 1969, George Harrison déclare : « Bien que Ringo ne connaisse que trois accords au piano, il compose des chansons cosmiques sans vraiment s'en apercevoir ». Ainsi, ces mots, [dans ce jardin sous-marin] « We would be so happy you and me, no one there to tell us what to do » (« On serait si heureux, vous et moi, personne pour nous dire ce qu'on a à faire) se réfèrent poétiquement aux déboires d'un groupe en train de se disloquer ».

## Enregistrement
La piste de base de la chanson est enregistrée le 26 avril 1969, avec John Lennon et George Harrison à la guitare électrique, Paul McCartney à la basse et Ringo Starr à la batterie. George Martin étant absent, les Beatles en assurent la production avec l'assistant de Martin, Chris Thomas. Le groupe enregistre 32 prises avant d'en avoir une satisfaisante. Divers overdubs, dont l'accompagnement au synthétiseur Moog joué par George Harrison, sont ajoutés plus tard. Les 17 et 18 juillet, les voix de Harrison et de McCartney durant le solo de guitare sont passées dans des compresseurs pour obtenir un son qui coupe. Ringo rajoute des sons de bulles dans l'eau.

### Interprètes
- John Lennon : guitare électrique, chœurs
- Paul McCartney : basse, piano, chœurs
- George Harrison : guitare électrique, synthétiseur Moog, chœurs
- Ringo Starr : batterie, percussions, effets sonores, chant

### Équipe technique
- The Beatles : production
- Chris Thomas : production
- George Martin : production
- Jeff Jarratt : ingénieur du son
- Richard Langham : ingénieur du son
- Phil McDonald : ingénieur du son
- Alan Parsons : ingénieur du son

## Paroles et musique
Octopus's Garden est l'un des rares morceaux des Beatles où la grille d'accords du solo n'est pas la même que celle des couplets. Elle est cependant basée sur la même progression harmonique (I, vi, IV, V) mais dans une autre tonalité (en la, au lieu de la tonalité du morceau, en mi).

## Parution
Parue sur Abbey Road en 1969, la chanson est aussi incluse sur le disque compilation de leurs meilleurs succès The Beatles 1967–1970 publié en 1973.
La bande sonore du spectacle Love joué par le Cirque du Soleil présente une version différente de la version originale. Cette seconde version est mixée avec plusieurs chansons du groupe provenant d'albums différents. Elle commence par les accords de la chanson Good Night, suivis de quelques accords de She's Leaving Home, d'une petite minute de Tomorrow Never Knows, des voix de la chanson All Together Now, des effets sonores de Yellow Submarine, avec les paroles d’Octopus's Garden, mais à une vitesse plus lente que dans l'enregistrement original. Après environ une minute, un break à la batterie provenant de Lovely Rita introduit la musique originale d’Octopus's Garden. On peut y entendre quelques notes du saxophone de The Continuing Story of Bungalow Bill avec un peu de guitare et des percussions de Polythene Pam. Durant la chorale de Yellow Submarine, on reconnaît quelques passages de Revolution 9, toujours durant le solo de guitare. La chanson se termine par les accords de Helter Skelter et la voix de Sun King mixée avec la chorale de Yellow Submarine. Octopus's Garden sert de transition avec la chanson suivante du spectacle, Lady Madonna.

## Reprises et adaptations
- Octopus's Garden a souvent été utilisée durant l'émission Le Muppet Show, le plus souvent lors des scènes de pêche ;
- George Benson l'a intégré dans un medley avec Something et The End sur l'album The Other Side of Abbey Road en 1970 ;
- Noel Gallagher du groupe Oasis a adapté les paroles de Octopus's Garden à la fin d'une de ses chansons Whatever lors de spectacles. La phrase « I'd like to be under the sea » a été utilisé dans le refrain d'une des chansons de Oasis, Take Me Away ;
- La chanson a été reprise par Raffi Cavoukian (en) (Raffi) et, comme la plupart de ses chansons, adaptée pour les enfants.